# Weddell Glacier
Weddell Glacier är en glaciär i Sydgeorgien och Sydsandwichöarna (Storbritannien). Den ligger i den nordvästra delen av Sydgeorgien och Sydsandwichöarna. Weddell Glacier ligger 179 meter över havet.
Terrängen runt Weddell Glacier är kuperad åt nordost, men åt sydväst är den bergig. Havet är nära Weddell Glacier norrut.  Det finns inga samhällen i närheten. Trakten runt Weddell Glacier är permanent täckt av is och snö.